# Rudolf Sieck
Rudolf Sieck (* 18. April 1877 in Rosenheim; † 5. Juli 1957 in Prien am Chiemsee) war ein deutscher Maler.

## Werdegang
Sieck absolvierte nach dem Besuch der Königlich Bayerischen Lateinschule in Rosenheim zunächst eine kaufmännische Lehre, bevor er sich 1898 an der Kunstgewerbeschule München einschrieb. Dort studierte er unter anderem bei Ernst Zimmermann und schuf vor allem Landschafts- und Architekturzeichnungen, teilweise aquarelliert. Albert Langen engagierte ihn ab 1904 für seine satirische Wochenschrift Simplicissimus, wo Sieck Illustrationen sowie Landschaftsgrafiken aus dem Chiemgau oder vom Bodensee anfertigte. Auch für die Zeitschrift Jugend schuf Sieck Illustrationen, die neben Reproduktionen seiner Gemälde abgedruckt wurden. Für zeitgenössische Ausgaben von Werken von Guy de Maupassant, Émile Zola, Frank Wedekind und Hermann Hesse wurden Illustrationen von Sieck genutzt.
1913 übersiedelte Sieck nach Pinswang bei Prien und wurde dort Mitglied der Künstlervereinigung Die Welle. Dort entstanden zahlreiche Landschaftsbilder, meist mit stark grafischem Charakter. Ab 1906 entwarf er Dekore für die Porzellanmanufaktur Nymphenburg.
Rudolf Sieck war Mitglied im Deutschen Künstlerbund. Ab 1914 war er Mitglied in der Neuen Münchner Secession und nahm er an den Glaspalastausstellungen teil. In der Zeit des Nationalsozialismus war Sieck Mitglied der Reichskammer der bildenden Künste. Für diese Zeit ist seine Teilnahme an 19 Gruppenausstellungen sicher belegt, darunter von 1937 bis 1941 mit 17 Werken an den Großen Deutschen Kunstausstellungenen in München mit Landschaftsbildern, von denen Hitler, Heinrich Himmler, Otto Meißner und Hans Heinrich Lammers einige erwarben.

## Ehrungen
- 1921: Goldmedaille des hessischen Staates
- 1925: Professorentitel
- 1953: Verdienstkreuz (Steckkreuz) der Bundesrepublik Deutschland